# Дервиз
Дервиз, (иногда также Девиц, вернее фон-дер-Визе; нем. von Derwies) — дворянский род, происходящий из Гамбурга, где Генрих-Дитрих Визе был старшим бургомистром.

## Родословие
Правнук Матвея Дервиза, Иоанн-Адольф, служил в Швеции, затем был в Петербурге юстиц-советником голштинской службы у Петра III и возведён в дворянское достоинство Римской империи, с прибавкой частицы «фон-дер». Его сын Иван Иванович (?—1806) был генерал-майором; внук, Григорий Иванович — директор гатчинского сиротского института имел 5 сыновей и 1 дочь:
- Григорий Иванович фон Дервиз (1797—1855)
  - Павел Григорьевич (1826—1881) — известный концессионер и строитель железных дорог
    - Владимир
    - Сергей Павлович (1863—1943)
      - Сергей (1899—1938)

    - Варвара (1865—1881[1])[2]
    - Павел (с 1916 — Луговой, 1870—1943)[3]
      - Владимир (2.01.1892 — 11.12.1966, Нью-Йорк) — певец и композитор русского зарубежья.
        - Марина (ум. 2002, Санкт-Петербург)

      - Любовь (1895—?)
      - Варвара (1896—?)
      - Павел (1897—1942, Ленинград) — хранитель Особой кладовой Государственного Эрмитажа
      - Антонина (1908—?)

  - Дмитрий Григорьевич (1829—1916) — первый обер-прокурор гражданского кассационного департамента Сената, член Государственного совета
    - Варвара (1858—1943) — мать С. Д. Рудневой
    - Владимир Дмитриевич (1859—1937) — художник, муж Надежды Яковлевны Симонович
      - Мария (1887—1959) — художник-график.

  - Михаил Григорьевич (1832—1888) — рязанский уездный предводитель дворянства
    - Елена (1862—?)
    - Пётр (1872 — после 1903) — правовед
    - Вера (1878—1951) — геолог-петрограф
    - Валериан (1879—1943) — геолог
      - Георгий (19.02.1897 — 27.07.1980) — биохимик, доктор медицинских наук, профессор.
      - Олег — адвокат; награждён золотой медалью им. Ф. Н. Плевако «За крупный вклад в защиту прав граждан»[4].

    - Нина (1880—1950-е)

  - Николай Григорьевич (1837—1880) — оперный певец
  - Иван Григорьевич (1840—1887) — надворный советник; директор Рязанско-Козловской железной дороги (1866—1887), Председатель правления Общества Курско-Киевской железной дороги (1868—1887); был похоронен на кладбище Ново-Алексеевского монастыря.

Род Дервизов внесён во II часть дворянской родословной книги Костромской губернии, III часть ДРК Московской, Рязанской, С.-Петербургской и Тверской губерний.

## Описание герба
В лазоревом щите серебряный пояс. Над ним золотая пятиконечная звезда, под ним золотое сердце.
Над щитом дворянский коронованный шлем, украшенный лазорево-серебряно-золотым венчиком. Нашлемник: между двух чёрных орлиных крыльев золотая пятиконечная звезда. Намёт: справа — лазоревый с серебром, слева — лазоревый с золотом. Герб фон Дервиза внесён в Часть 13 Общего гербовника дворянских родов Всероссийской империи, стр. 90.

## Особняки Дервизов

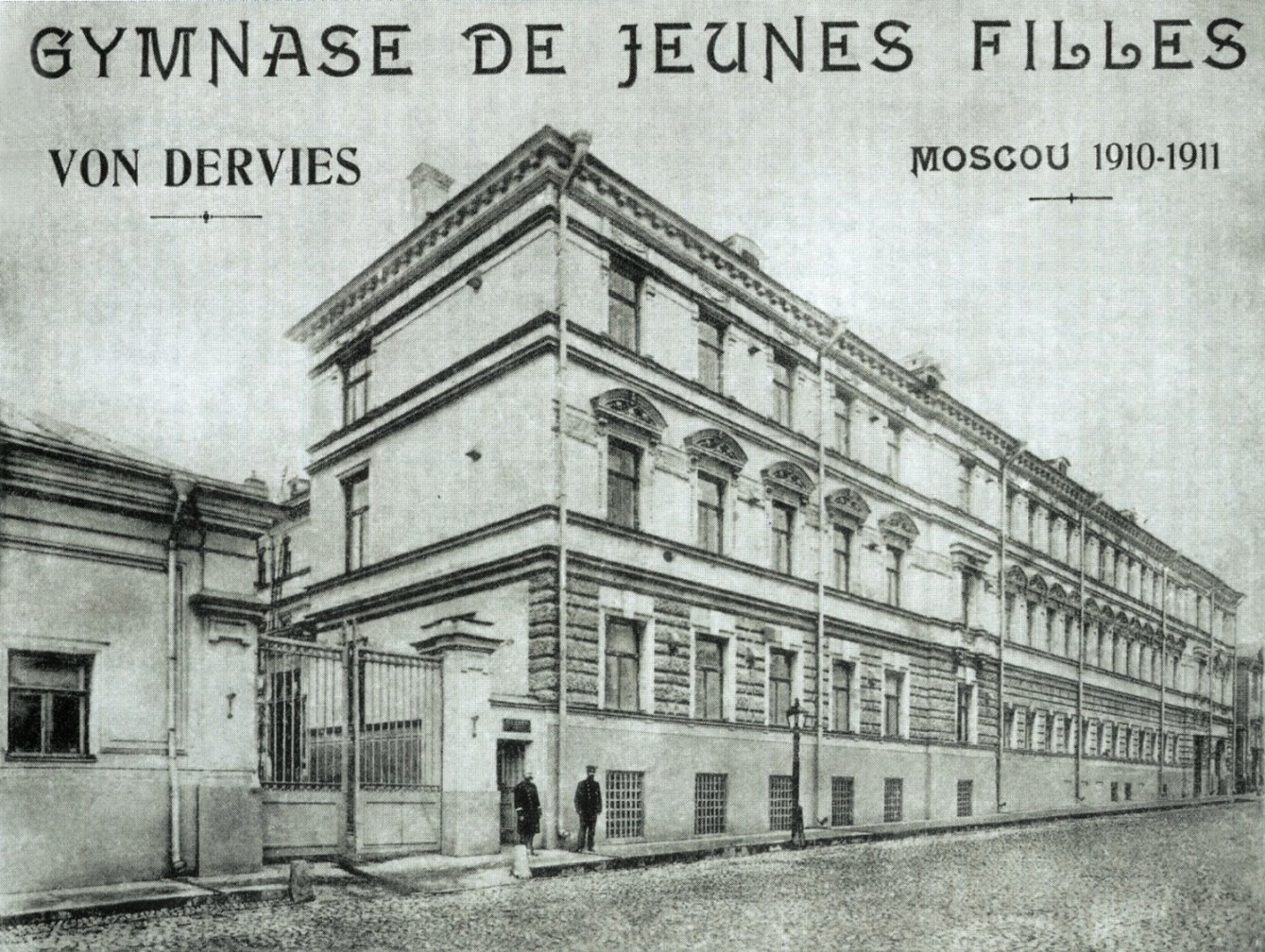
Гимназия имени Варвары фон Дервиз в Гороховском переулке. Открытка 1911 года

- в Москве: Дом Дервиза — Садовая-Черногрязская, д. № 6[7];
  - кроме того, в Москве существовала гимназия имени Варвары фон Дервиз — Гороховский переулок, 10. В настоящее время (2018 год) в здании размещается средняя школа 354;
- в Петербурге:
  - Английская наб., 34 / Галерная ул., 33-35 — ныне Камерный музыкальный театр «Санкт-Петербург Опера»
  - Английская наб., 28 / Галерная ул., 27 Особняк П. П. Дервиза — Дворец вел. кн. Андрея Владимировича — ныне Дворец Бракосочетаний № 1

## Персоны
- Надежда Яковлевна Дервиз (ур. Симонович, 1866—1907) — жена художника Владимира Дмитриевича Дервиза (1853—1937), мать художницы Марии Владимировны Фаворской (1887—1959).
- их дочь, Елена Владимировна (Леля) Дервиз (1890—1975) — пианистка

### Галерея

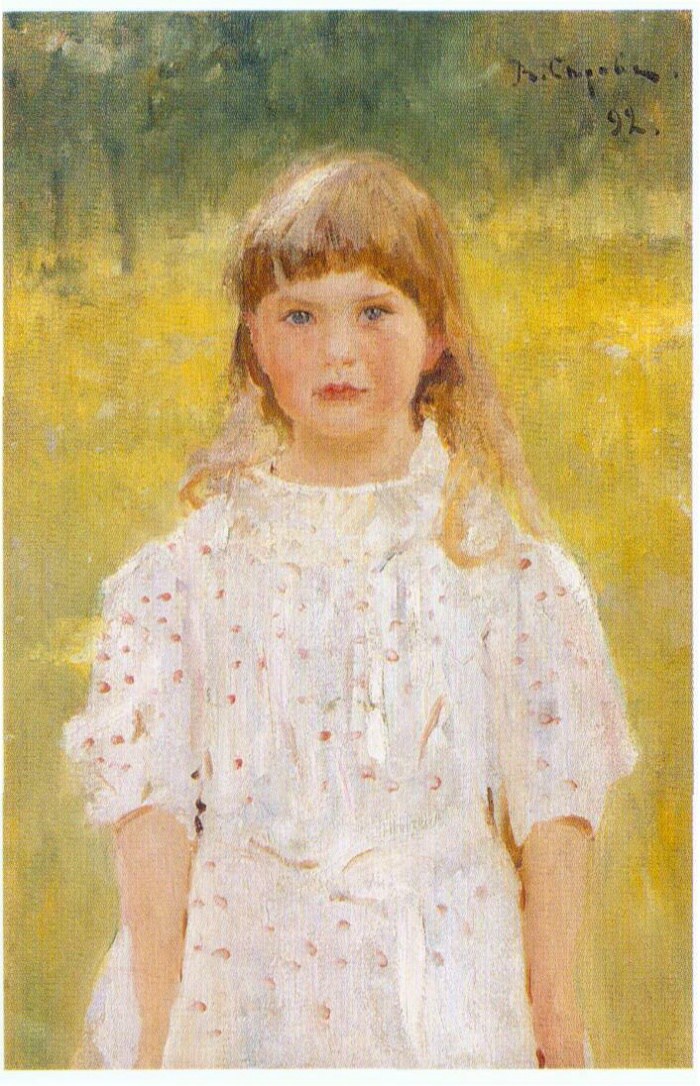
В. Серов, Леля Дервиз. 1892
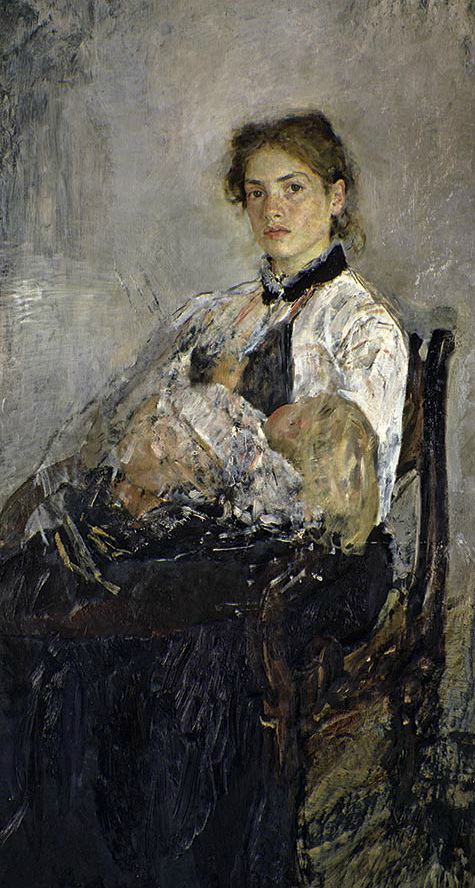
В. Серов, портрет Надежды Дервиз
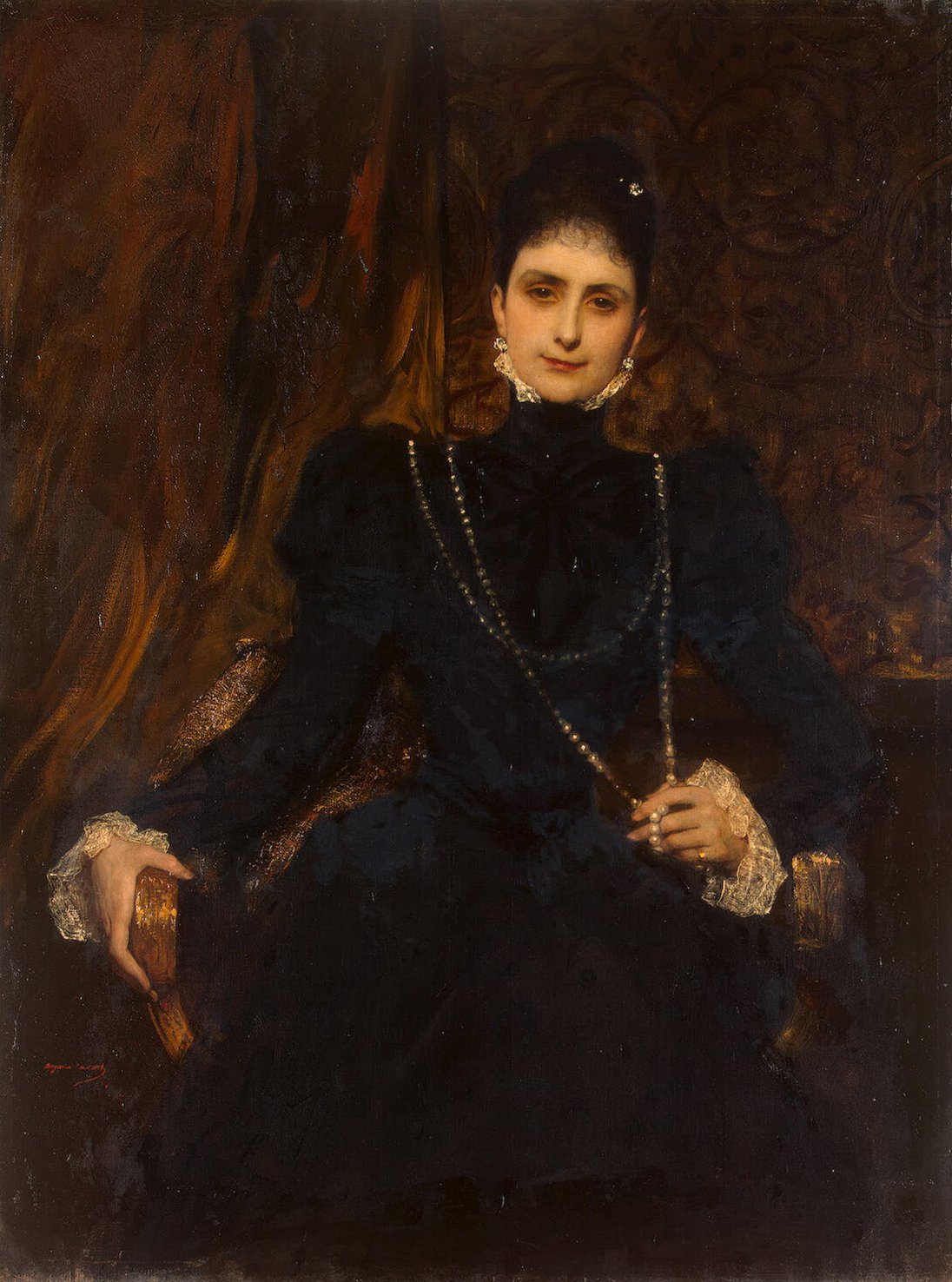
Ж. Бенжамен-Констан, портрет Марины Сергеевны Дервиз
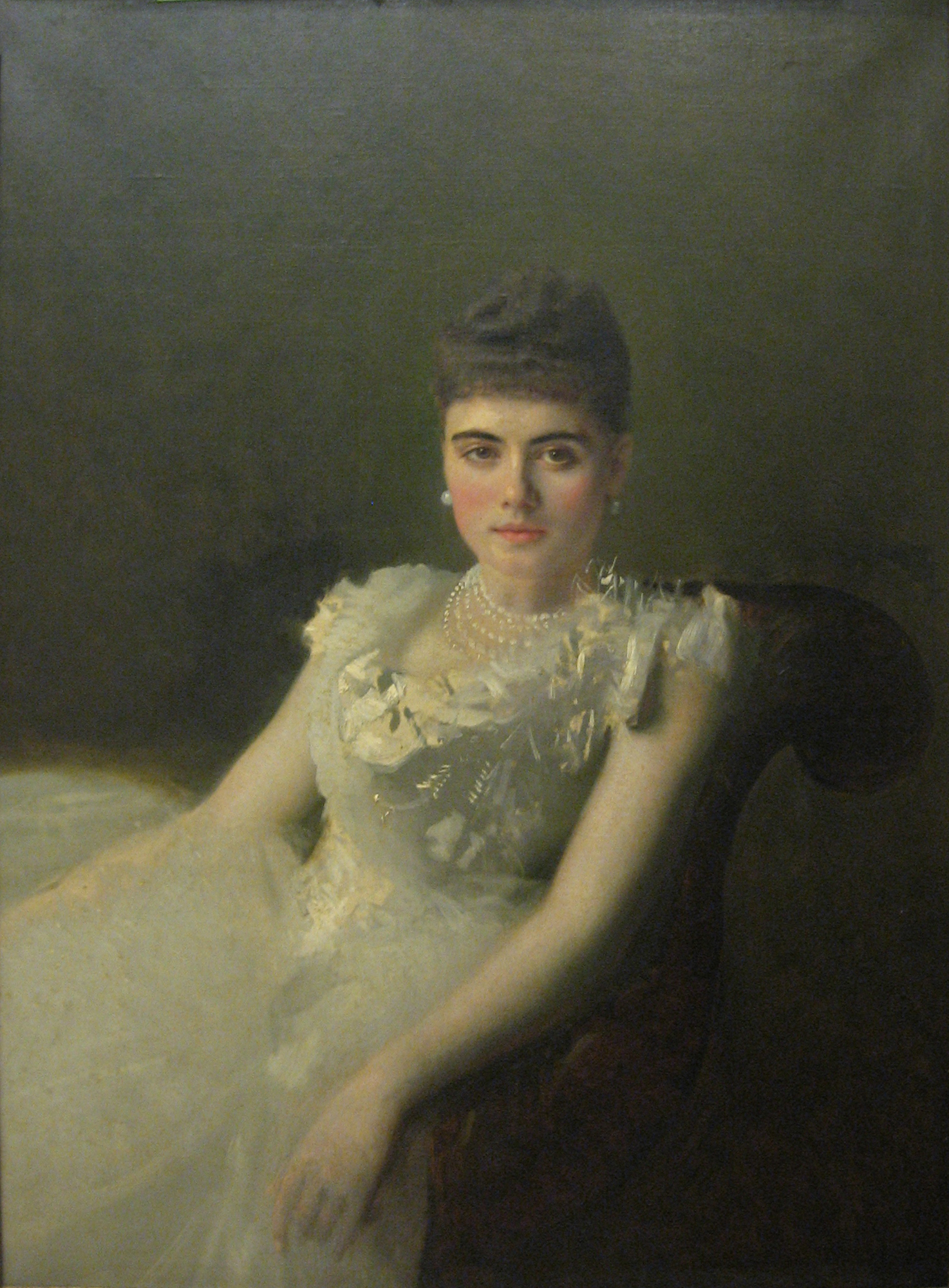
И. Крамской, портрет Анны фон Дервиз